# Enrique Estuardo (Lord de Methven)
Enrique Estuardo, primer Lord de Methven (en inglés, Henry Stewart; c. 1495-1552). Fue un maestro de la artillería escocesa y último esposo de Margarita Tudor, la hija mayor de Enrique VII de Inglaterra e Isabel de York. Era hijo de Andrés Estuardo, primer Lord de Avondale y de su esposa Margarita Kennedy. Su hermano era Andrés Estuardo, primer Lord de Ochiltree. Enrique era un descendiente masculino de la quinta generación de Murdoch Estuardo, segundo duque de Albany, a través de su hijo Gualterio. Era por lo tanto un primo cuarto de Jacobo IV de Escocia, primer esposo de Margarita Tudor.

## Matrimonio con la Reina madre

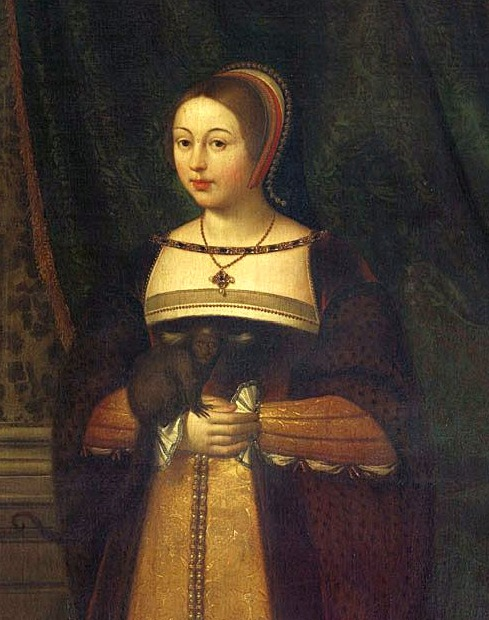
Margarita Tudor, primera esposa de Enrique Estuardo.

Su amistad con Margarita Tudor, la reina madre, se observó por primera vez en septiembre de 1524. Su primer esposo fue asesinado y ella es nombrada regente de Escocia por la minoría de edad de su hijo, Jacobo, heredero al trono. A raíz de esta amistad, fue nombrado maestro tallador de Jacobo V, directorio de Cancillería y Maestro de Artillería. Margarita fue una de las primeras beneficiarias del golpe real, ella y su nuevo esposo emergieron como los principales asesores del rey. 

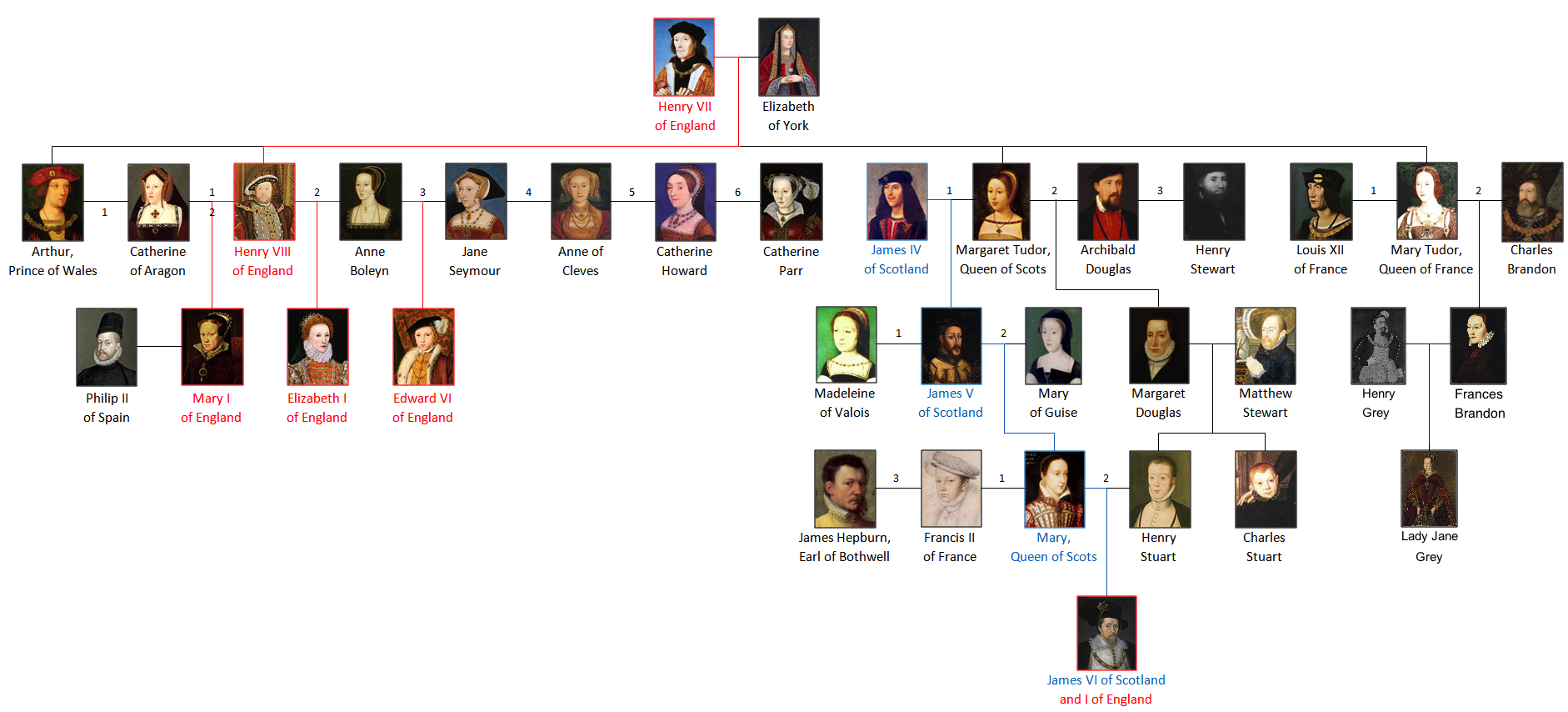
Casa Tudor donde de muestra a Enrique en el árbol familiar.

Enrique y Margarita se casaron el 3 de marzo de 1528. Margarita había obtenido la nulidad de su segundo matrimonio con Archibald Douglas, sexto conde de Angus, en 1527. Ella ya era madre de Jacobo V de Escocia y Margarita Douglas, cada uno engendrado en sus matrimonios anteriores respectivamente. Este tercer matrimonio produciría otra hija, Dorotea Estuardo, que murió joven. La reacción al matrimonio fue rápida: Margarita y Enrique fueron asediados en el castillo de Stirling, por Lord Erskine, con el apoyo de Jacobo V y su exesposo, el conde de Angus. Enrique fue encarcelado. Sin embargo, después de que Jacobo V se reuniera con su madre en Stirling, Enrique fue nombrado Lord Methven, "por el gran amor que sentía por su madre más querida".  Margarita al mismo tiempo lo nombró capitán de su castillo de Newark en Ettrick. En 1539, Enrique y Margarita dejaron su campo de carbón en Skeoch, a John Craigyngelt. Como renta, suministraría 100 cargas al alojamiento de Margarita en el castillo de Stirling. 
Pronto el matrimonio encuentra fracturas. Puede que Margarita estuviera cansada de Escocia, pero ahora estaba aún más cansada de Lord Methven, que estaba demostrando ser aún peor que su primer marido, Angus, tanto en su deseo por otras mujeres, como por el dinero de su esposa.

## Segundo matrimonio
Se descubrió que Enrique tenía una amante en uno de los castillos de Margarita. La reina madre deseaba divorciarse de él, pero Jacobo V era reacio a permitirlo. Llegando a pensar que su marido había sobornado a su hijo. Margarita muere en 1541, por lo que el Lord Methven, pudo casarse oficialmente con su amante, Janet Estuardo, hija de Juan Estuardo, segundo conde de Atholl y de Lady Janet Campbell.
Fueron padres de cuatro hijos:
- Enrique Estuardo, 2.º Lord de Methven (m. 3 de marzo de 1572).
- Dorotea Estuardo. Casada con Guillermo Ruthven, 1r conde de Gowrie.
- Juana Estuardo. Casada con Colin Campbell, sexto conde de Argyll.
- Margarita Estuardo. Casada primero con Andrés Estuardo y luego Uchtred Macdowall de Garthland.

## Maestro de la artillería real
El 10 de septiembre de 1524, Enrique fue nombrado Maestro Principal de la Artillería Real, ("Magnalium nostrorum seu machinarum bellicarum, videlicet: artailzery"). 25 años más tarde, dirigiría la artillería escocesa en el Asedio de Haddington. 
Durante la guerra de Rough Wooing, Enrique le escribió a María de Guisa, el 31 de diciembre de 1547, para discutir el uso de la artillería en la guerra. Dijo que el regente Arran había sido informado de que la modesta ("sobria") artillería escocesa en el castillo de St Andrews al principio podría haber tomado el castillo, y el asedio prolongado y costoso, después de que Arran se había ido, había dañado la opinión pública. Del mismo modo, una reciente demostración ineficaz de artillería en el castillo de Broughty, solo había advertido a los ingleses que obtuvieran más apoyo y se fortalecieran. Ahora, para llevar a Broughty, era necesario suministrar más cañones, y Methven pidió capitanes franceses con inteligencia de campo e inteligencia para asediar y ordenar artillería.

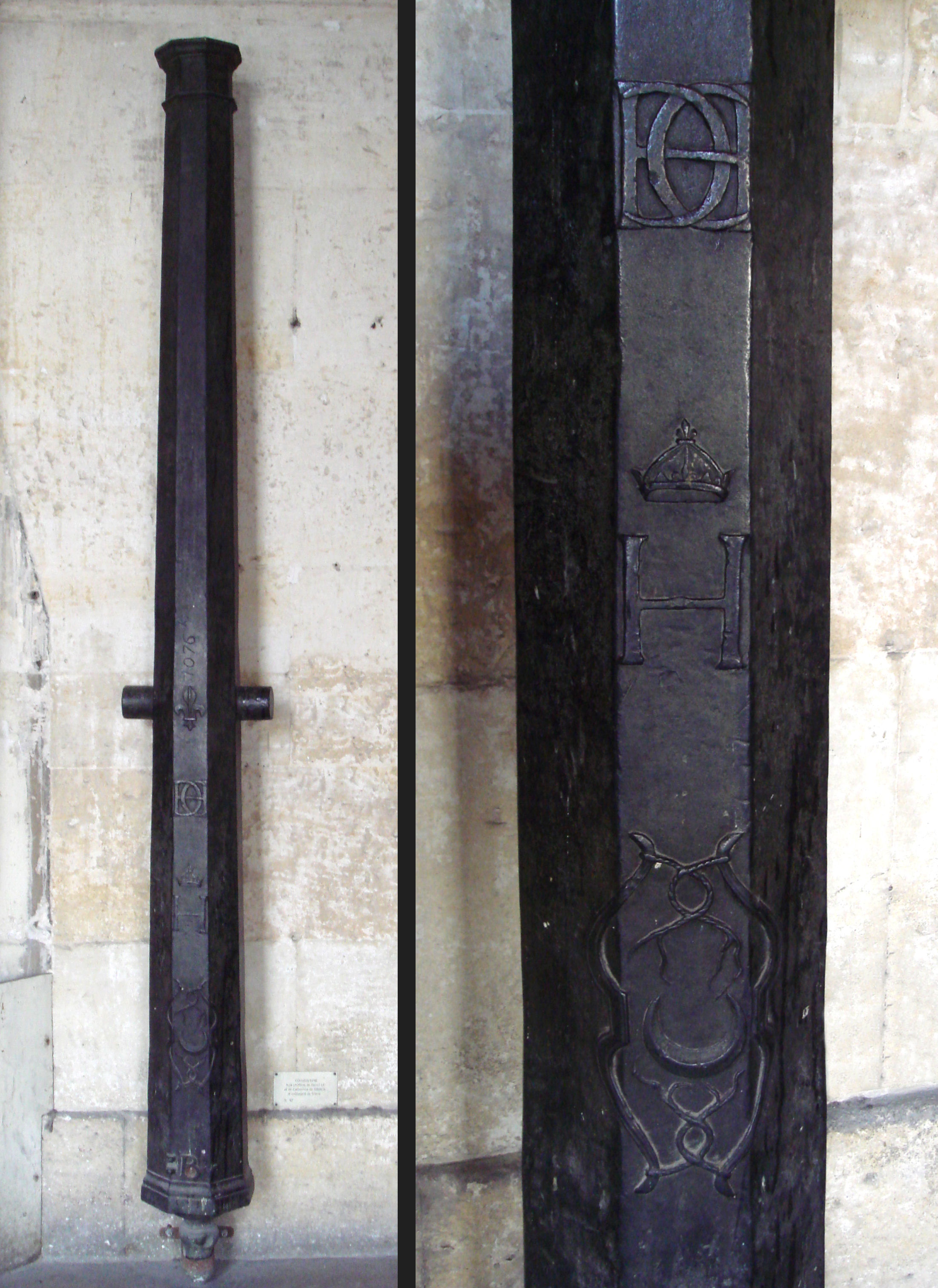
Culverin Francés de 1548 con las armas de Enrique II y Catalina de Médici. Tipo familiar a Lord de Methven.

Enrique le escribió nuevamente a María de Guisa el 3 de junio de 1548, con más consejos estratégicos. Dijo que tenía amigos en toda Escocia y que había sido diligente en adquirir inteligencia sobre los motivos de aquellos escoceses que favorecían a los ingleses. Encontró cuatro motivos principales; religión, miedo, respeto por la creencia en la profecía y la ignorancia de que la justicia. Le aconsejó que había tantos disidentes que la unidad de Escocia se vería mejor al ofrecer un acto de remisión, un perdón general, en lugar de un castigo, como lo había hecho su esposo Jacobo V con los rebeldes durante su minoría (el 10 de diciembre de 1540). 
Agregó que escuchó que ya era ampliamente conocido en Perth a fines de mayo que la artillería escocesa en el asedio del castillo de Broughty sería trasladada al asedio de Haddington. Los ciudadanos de Perth esperaban que un ejército francés vendría a protegerlos de la guarnición inglesa de Broughty. Enrique había entregado las armas en Broughty al conde de Argyll. Comenzó a mover las armas el 6 de junio. Como ejemplo para los lairds locales que se vieron obligados a hacer este trabajo, juntó 240 bueyes y comenzó a arrastrar las armas a través de sus tierras y las de Lord Ruthven. En Haddington, informó el 5 de julio; "Todo lo que tenemos en cuenta es todo lo que tenemos en mente y ha conseguido el tolbutht y ha encontrado una pieza que lo dejaba en paz y en el kirk de los Freyris". Pero el 17 de julio, el oficial francés D'Essé ordenó la retirada de las armas. A medida que el refuerzo inglés se acercaba, Enrique llevó las armas escocesas y francesas a Edimburgo y Leith, y ordenó su reparación.